# Acropogon merytifolius
Acropogon merytifolius là một loài thực vật có hoa trong họ Cẩm quỳ. Loài này được Morat & Chalopin mô tả khoa học đầu tiên năm 2003.